# Auzet
Auzet est une commune française située dans le département des Alpes-de-Haute-Provence, en région Provence-Alpes-Côte d'Azur.

## Géographie

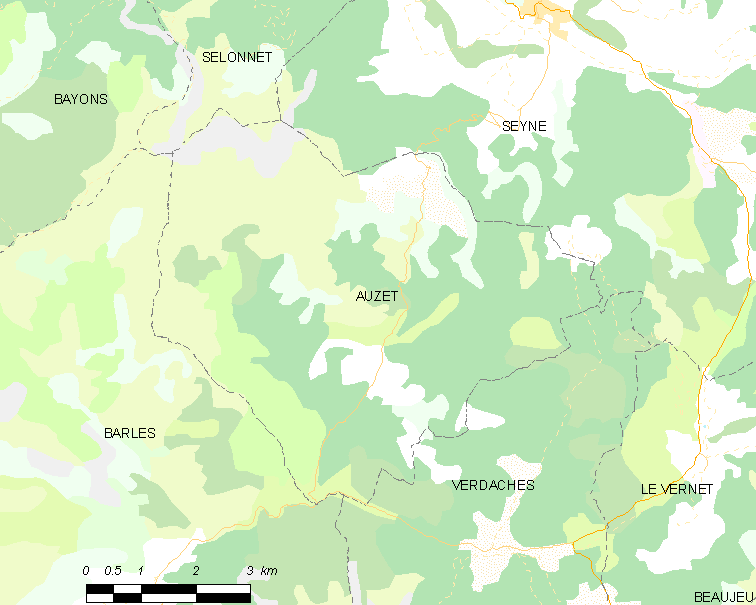
Auzet et les communes voisines (cliquez sur la carte pour accéder à une grande carte avec la légende).

Les communes limitrophes d’Auzet sont Selonnet, Seyne, Verdaches et Barles.

### Relief

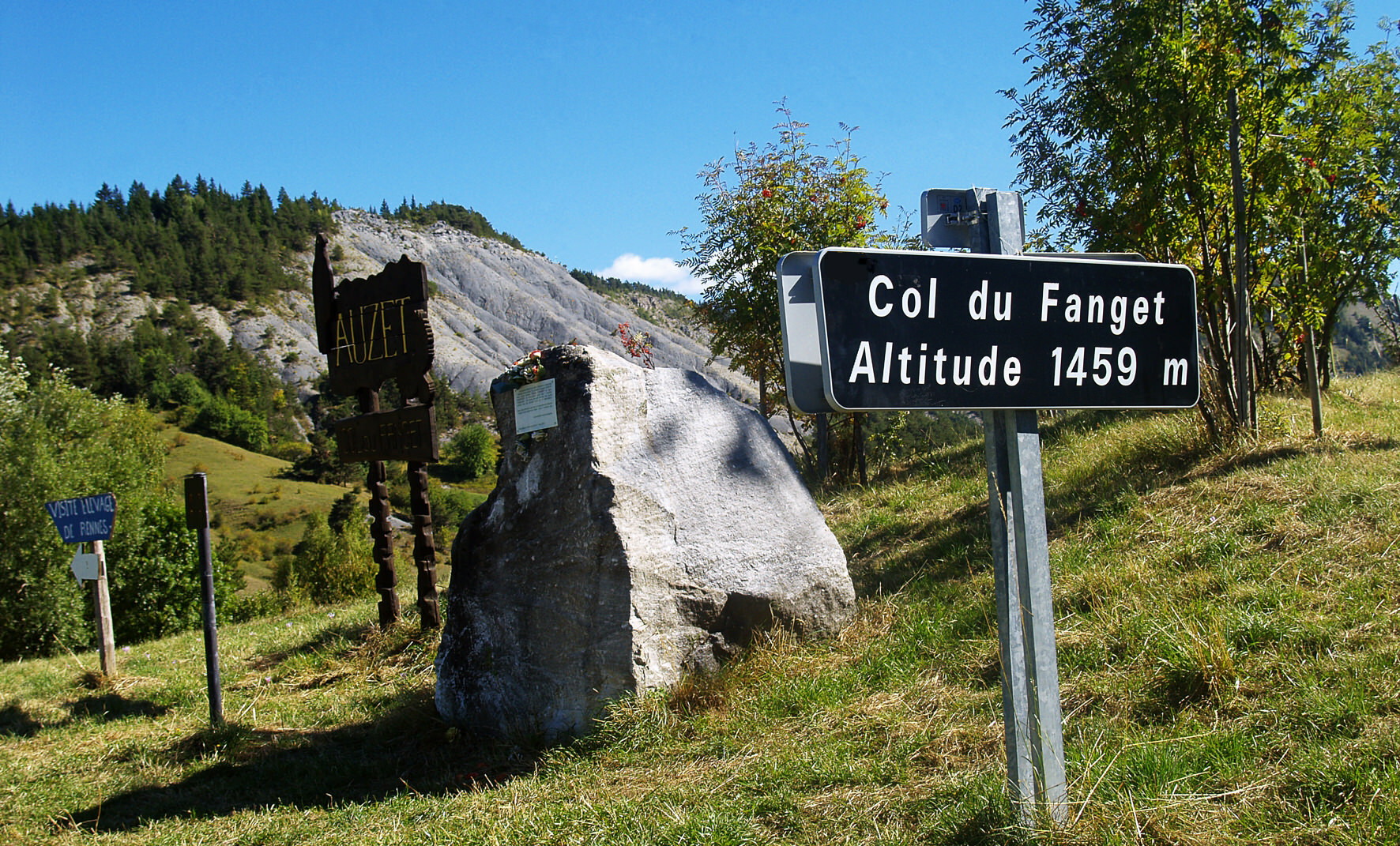
Col du Fanget.

La superficie de la commune est de 3 453 hectares ; son altitude varie entre 1 068 et 2 028 mètres. Le bourg est situé à 1 180 m d’altitude, au pied du col du Fanget.
Les principaux points remarquables sont Tête Grosse (2 032 m), Clot de Bouc (1 962 m) et les cols du Fanget (1 459 m) et de Grangeasse.
La commune compte un hameau : l’Infernet.

### Hydrographie
La commune est traversée par la rivière de Saint-André et le torrent de Graves.

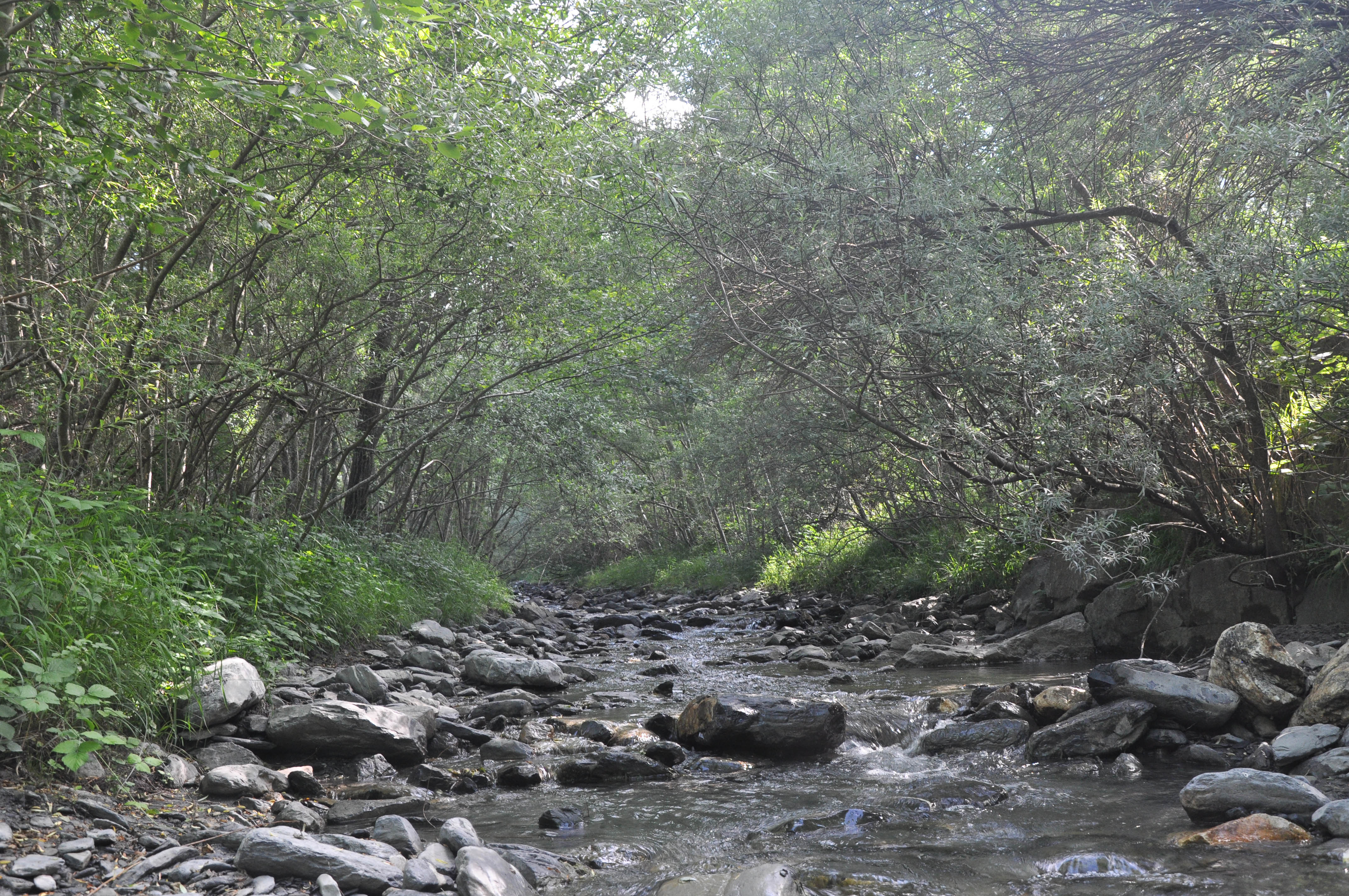
Rivière de Saint-André.
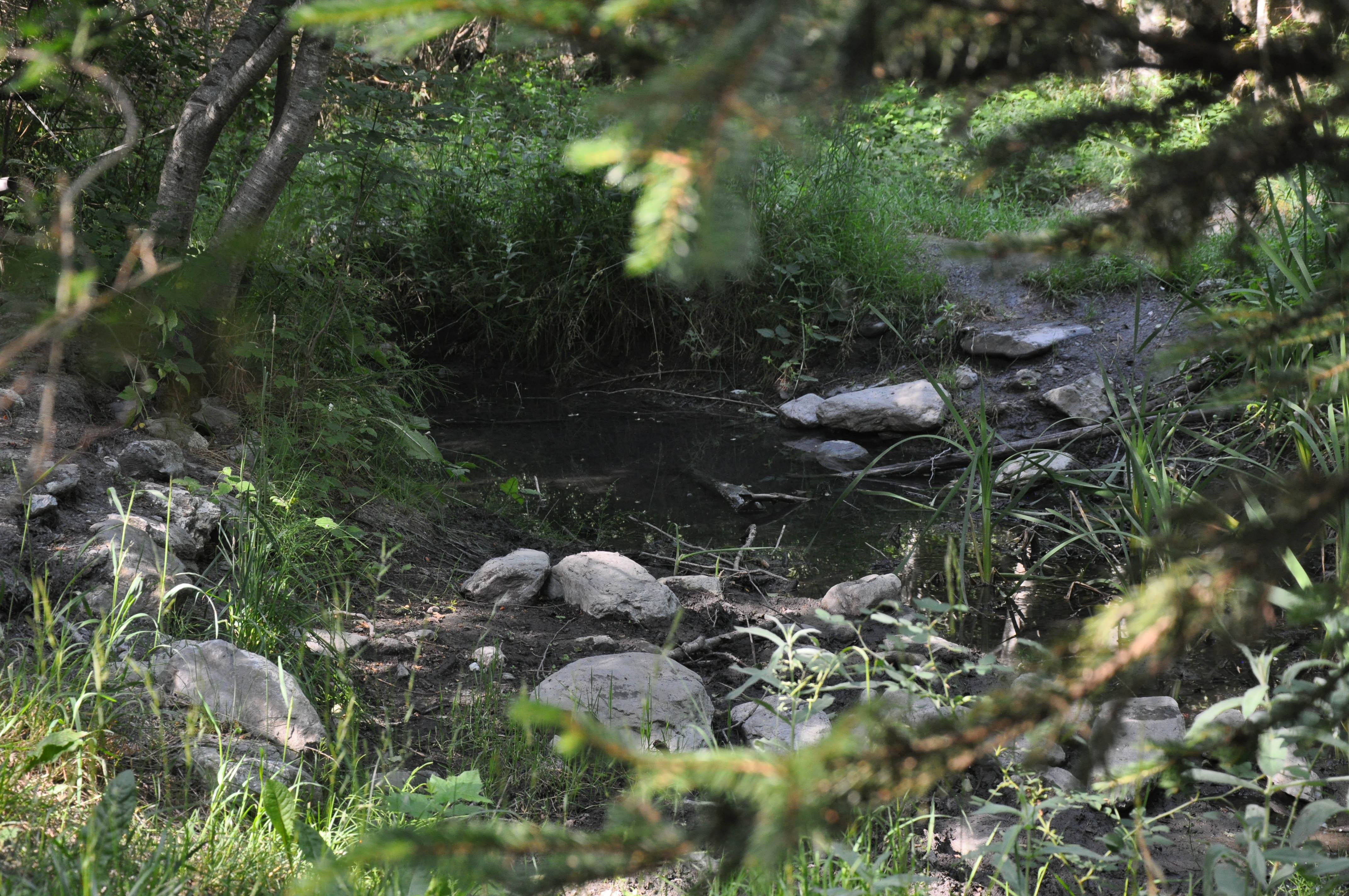
Torrent de Graves.

### Environnement
La commune compte 1 168 ha de bois et forêts.

### Risques naturels et technologiques
Aucune des 200 communes du département n'est en zone de risque sismique nul. Le canton de Seyne auquel appartient Auzet est en zone 1b (risque faible) selon la classification déterministe de 1991, basée sur les séismes historiques, et en zone 4 (risque moyen) selon la classification probabiliste EC8 de 2011. La commune d’Auzet est également exposée à quatre autres risques naturels : avalanche, feu de forêt, inondation et mouvement de terrain.
La commune d’Auzet n’est exposée à aucun des risques d’origine technologique recensés par la préfecture.
Aucun plan de prévention des risques naturels prévisibles (PPR) n’existe pour la commune et le Dicrim n’existe pas non plus.

### Habitat
En 2013, la commune a fait construire deux bâtiments passifs  certifiés, (besoins de chauffage  inférieurs à 15 kWm²/an), offrant quatre logements, à 1 200 m d’altitude.
Le concept du passif est le plus avancé au niveau mondial, le seul qui permet de se passer de chauffage conventionnel. La puissance de chauffage de 10w/m2 est apportée par l'air neuf, (ventilation).

### Climat
Pour des articles plus généraux, voir Climat de Provence-Alpes-Côte d'Azur et Climat des Alpes-de-Haute-Provence.
En 2010, le climat de la commune est de type climat des marges montargnardes, selon une étude du Centre national de la recherche scientifique s'appuyant sur une série de données couvrant la période 1971-2000. En 2020, Météo-France publie une typologie des climats de la France métropolitaine dans laquelle la commune est exposée à un climat de montagne ou de marges de montagne et est dans la région climatique Alpes du sud, caractérisée par une pluviométrie annuelle de 850 à 1 000 mm, minimale en été.
Pour la période 1971-2000, la température annuelle moyenne est de 8,4 °C, avec une amplitude thermique annuelle de 16,6 °C. Le cumul annuel moyen de précipitations est de 997 mm, avec 7,5 jours de précipitations en janvier et 6,1 jours en juillet. Pour la période 1991-2020, la température moyenne annuelle observée sur la station météorologique de Météo-France la plus proche, « Montclar_sapc », sur la commune de Montclar à 12 km à vol d'oiseau, est de 9,3 °C et le cumul annuel moyen de précipitations est de 889,7 mm. 
La température maximale relevée sur cette station est de 36 °C, atteinte le 23 août 2023 ; la température minimale est de −19,2 °C, atteinte le 5 février 2012,,.
Les paramètres climatiques de la commune ont été estimés pour le milieu du siècle (2041-2070) selon différents scénarios d'émission de gaz à effet de serre à partir des nouvelles projections climatiques de référence DRIAS-2020. Ils sont consultables sur un site dédié publié par Météo-France en novembre 2022.

## Urbanisme

### Typologie
Au 1er janvier 2024, Auzet est catégorisée commune rurale à habitat très dispersé, selon la nouvelle grille communale de densité à 7 niveaux définie par l'Insee en 2022.
Elle est située hors unité urbaine. Par ailleurs la commune fait partie de l'aire d'attraction de Digne-les-Bains, dont elle est une commune de la couronne,. Cette aire, qui regroupe 34 communes, est catégorisée dans les aires de moins de 50 000 habitants,.

### Occupation des sols
L'occupation des sols de la commune, telle qu'elle ressort de la base de données européenne d’occupation biophysique des sols Corine Land Cover (CLC), est marquée par l'importance des forêts et milieux semi-naturels (91,1 % en 2018), en diminution par rapport à 1990 (95,3 %). La répartition détaillée en 2018 est la suivante : 
forêts (50,6 %), milieux à végétation arbustive et/ou herbacée (29,4 %), espaces ouverts, sans ou avec peu de végétation (11,2 %), prairies (5,1 %), zones agricoles hétérogènes (3,8 %).
L'évolution de l’occupation des sols de la commune et de ses infrastructures peut être observée sur les différentes représentations cartographiques du territoire : la carte de Cassini (XVIIIe siècle), la carte d'état-major (1820-1866) et les cartes ou photos aériennes de l'IGN pour la période actuelle (1950 à aujourd'hui).

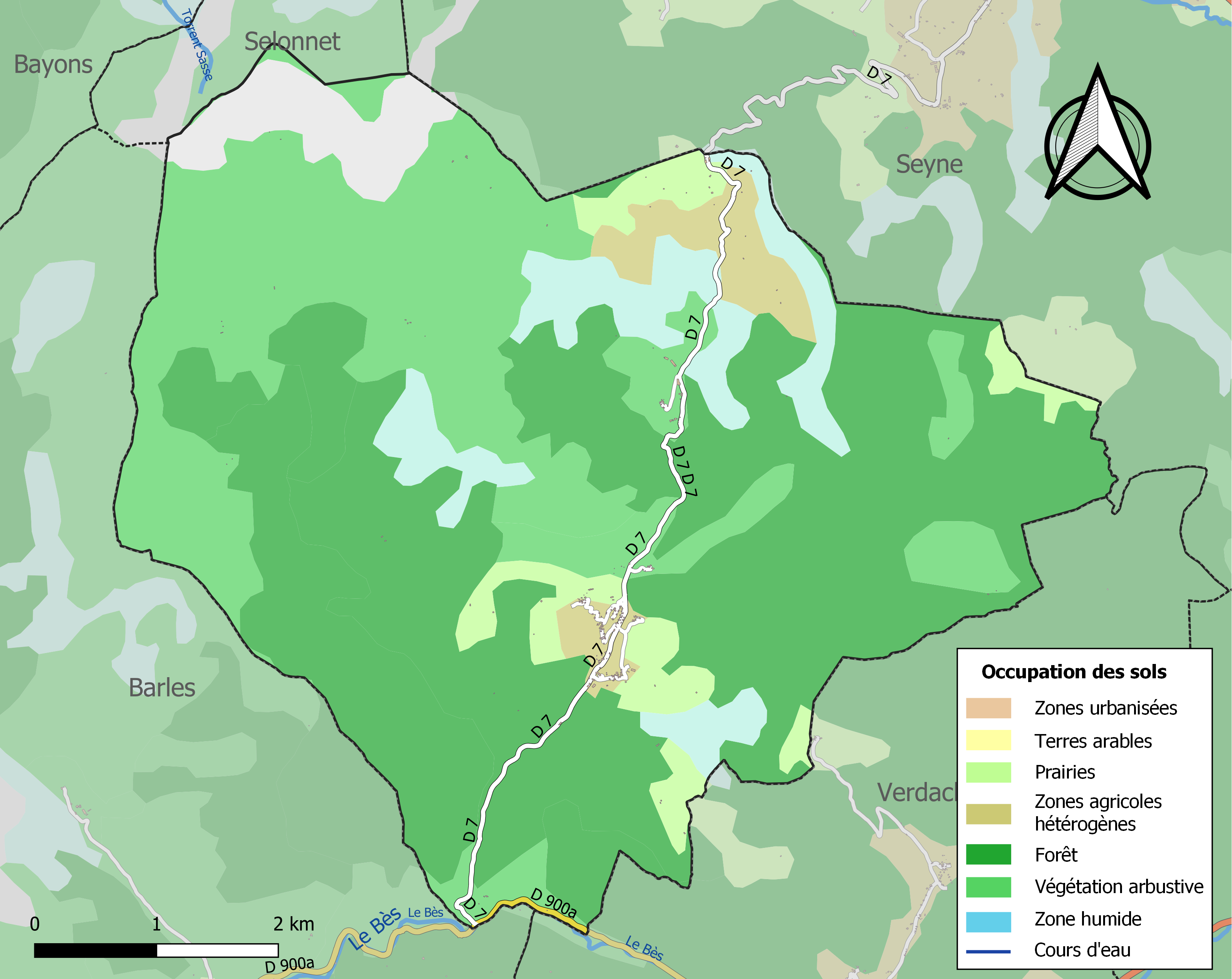
Carte de l'occupation des sols de la commune en 2018 (CLC).

## Toponymie
Le village d’Auzet apparaît pour la première fois dans les chartes en 1058, sous le nom d’Ausitum. Des bergeries appartenant à l’abbaye Saint-Victor de Marseille sont cependant signalées, sous le nom de Alisino, en 814 (qui peut être rapproché du mot celte Alisia, l'alisier, le sorbier), avec une quarantaine d’habitants.
Auset en provençal.

## Histoire
En 1958, des bûcherons ont découvert un dépôt d’objets de fer et de bronze datant de La Tène : fers de lance, couteaux, mors de cheval.
En 1351, il est fait référence à la communauté, ou plutôt à son chapelain, ce qui indique que le desservant de l’église ne dépendait pas d’une abbaye. Du XIIIe siècle au XVIIIe siècle, un moulin se trouve dans le ravin Saint-Andrieu.
La mort de la reine Jeanne Ire ouvre une crise de succession à la tête du comté de Provence, les villes de l’Union d'Aix (1382-1387) soutenant Charles de Duras contre Louis Ier d'Anjou. La communauté d’Auzet soutient les Duras jusqu’en 1386, puis change de camp pour rejoindre les Angevins grâce aux négociations patientes de Marie de Blois, veuve de Louis Ier et régente de leur fils Louis II.
Au XVIIIe siècle, une foire se tenait à Auzet.
Durant la Révolution, la commune compte une société patriotique, créée après la fin de 1792.
Au XIXe siècle, Auzet est l’une des dernières communes de la région à se doter d’une école : lors de l’enquête de 1863, elle est parmi les 17 communes du département (sur 245) à ne pas en posséder et attend les lois Jules Ferry pour en installer une. Sous la Restauration, le maire Jean-Joseph Aubert aurait installé une école primaire privée dans sa grange, selon le récit local.
Le nom des 12 habitants d'Auzet, tous agriculteurs,  décédés au cours de la guerre de 1914-1918 figure sur le livre d'or communal: Auzet - Livres d'or 14/18 - 1914 - 1918 - Geneanet.
Lors de la Seconde Guerre mondiale, une colonie d’enfants juifs au col du Fanget fut préservée. Joseph Isoard et son frère Armand, et leurs épouses Julie et Simone ont sauvé des Juifs de la déportation, et ont été pour cette raison distingués comme Justes parmi les Nations.

## Politique et administration

### Liste des maires
| Période                                  | Période   | Identité         | Étiquette | Qualité                    |
| ---------------------------------------- | --------- | ---------------- | --------- | -------------------------- |
|                                          |           |                  |           |                            |
|                                          |           | M. Audemard      |           | maire en 1974              |
|                                          |           |                  |           |                            |
| 1990                                     | mars 2020 | Roger Isoard,    | PCF       | Retraité de l'enseignement |
| 2020                                     | En cours  | Christian Isoard |           |                            |
| Les données manquantes sont à compléter. |           |                  |           |                            |

### Intercommunalité
Auzet fait partie :
- de 2008 à 2017, de la Communauté de communes du Pays de Seyne ;
- depuis le 1er janvier 2017, de la communauté d'agglomération Provence-Alpes.

## Démographie
Les habitants sont nommés les Auzétans.

L'évolution du nombre d'habitants est connue à travers les recensements de la population effectués dans la commune depuis 1765. Pour les communes de moins de 10 000 habitants, une enquête de recensement portant sur toute la population est réalisée tous les cinq ans, les populations de référence des années intermédiaires étant quant à elles estimées par interpolation ou extrapolation. Pour la commune, le premier recensement exhaustif entrant dans le cadre du nouveau dispositif a été réalisé en 2008.

En 2022, la commune comptait 102 habitants, en évolution de +4,08 % par rapport à 2016 (Alpes-de-Haute-Provence : +2,84 %, France hors Mayotte : +2,11 %).
| 1765 | 1793 | 1800 | 1806 | 1821 | 1831 | 1836 | 1841 | 1846 |
| ---- | ---- | ---- | ---- | ---- | ---- | ---- | ---- | ---- |
| 340  | 308  | 300  | 256  | 302  | 300  | 293  | 287  | 270  |

| 1851 | 1856 | 1861 | 1866 | 1872 | 1876 | 1881 | 1886 | 1891 |
| ---- | ---- | ---- | ---- | ---- | ---- | ---- | ---- | ---- |
| 260  | 267  | 287  | 278  | 279  | 258  | 243  | 253  | 255  |

| 1896 | 1901 | 1906 | 1911 | 1921 | 1926 | 1931 | 1936 | 1946 |
| ---- | ---- | ---- | ---- | ---- | ---- | ---- | ---- | ---- |
| 244  | 232  | 243  | 228  | 178  | 156  | 151  | 138  | 120  |

| 1954 | 1962 | 1968 | 1975 | 1982 | 1990 | 1999 | 2006 | 2008 |
| ---- | ---- | ---- | ---- | ---- | ---- | ---- | ---- | ---- |
| 128  | 111  | 96   | 73   | 67   | 73   | 87   | 82   | 81   |

| 2013 | 2018 | 2022 | - | - | - | - | - | - |
| ---- | ---- | ---- | - | - | - | - | - | - |
| 96   | 98   | 102  | - | - | - | - | - | - |

| 1315    | 1471    |
| ------- | ------- |
| 98 feux | 32 feux |

L’histoire démographique d’Auzet, après la saignée des XIVe et XVe siècles et le long mouvement de croissance jusqu’au début du XIXe siècle, est marquée par une période d’« étale » où la population reste relativement stable à un niveau élevé. Cette période dure de 1811 à 1872. L’exode rural provoque ensuite un mouvement de recul démographique de longue durée, dont les caractéristiques sont une date de commencement relativement tardive pour le département, et un rythme moyen. En 1931, Auzet enregistre la perte de la moitié de ses effectifs du maximum historique (en 1821). La baisse de population se poursuit jusqu’au début des années 1980.

## Économie

### Aperçu général
En 2009, la population active s'élevait à 43 personnes, dont sept chômeurs (huit fin 2011). Ces travailleurs sont majoritairement salariés (82 %) et travaillent majoritairement hors de la commune (68 %). L'essentiel des emplois salariés de la commune se trouvent dans les services et l'administration, avec 14 postes.
Au 1er janvier 2011, les établissements actifs dans la commune se répartissent entre exploitations agricoles (8 des 22 établissements de la commune), et le secteur tertiaire (10 sur 22).

### Agriculture
Fin 2010, le secteur primaire (agriculture, sylviculture, pêche) comptait huit établissements.
Le nombre d’exploitations, selon l’enquête Agreste du ministère de l’Agriculture, est de sept en 2010, uniquement des élevages, alors qu’Auzet avait subi une hémorragie sévère, perdant six des dix exploitations installées dans la commune entre 1988 et 2000. La surface agricole utile (SAU) a elle aussi progressé, passant de 418 ha utilisés en 1988 à 728 ha en 2010, répartis entre élevage bovin (656 ha) et ovins (71 ha).
La commune d’Auzet est incluse dans le périmètre du label pommes des Alpes de Haute-Durance[Par exemple ?].

### Industrie
Fin 2010, le secteur secondaire (industrie et construction) comptait quatre établissements, employant deux salariés.

### Activités de service

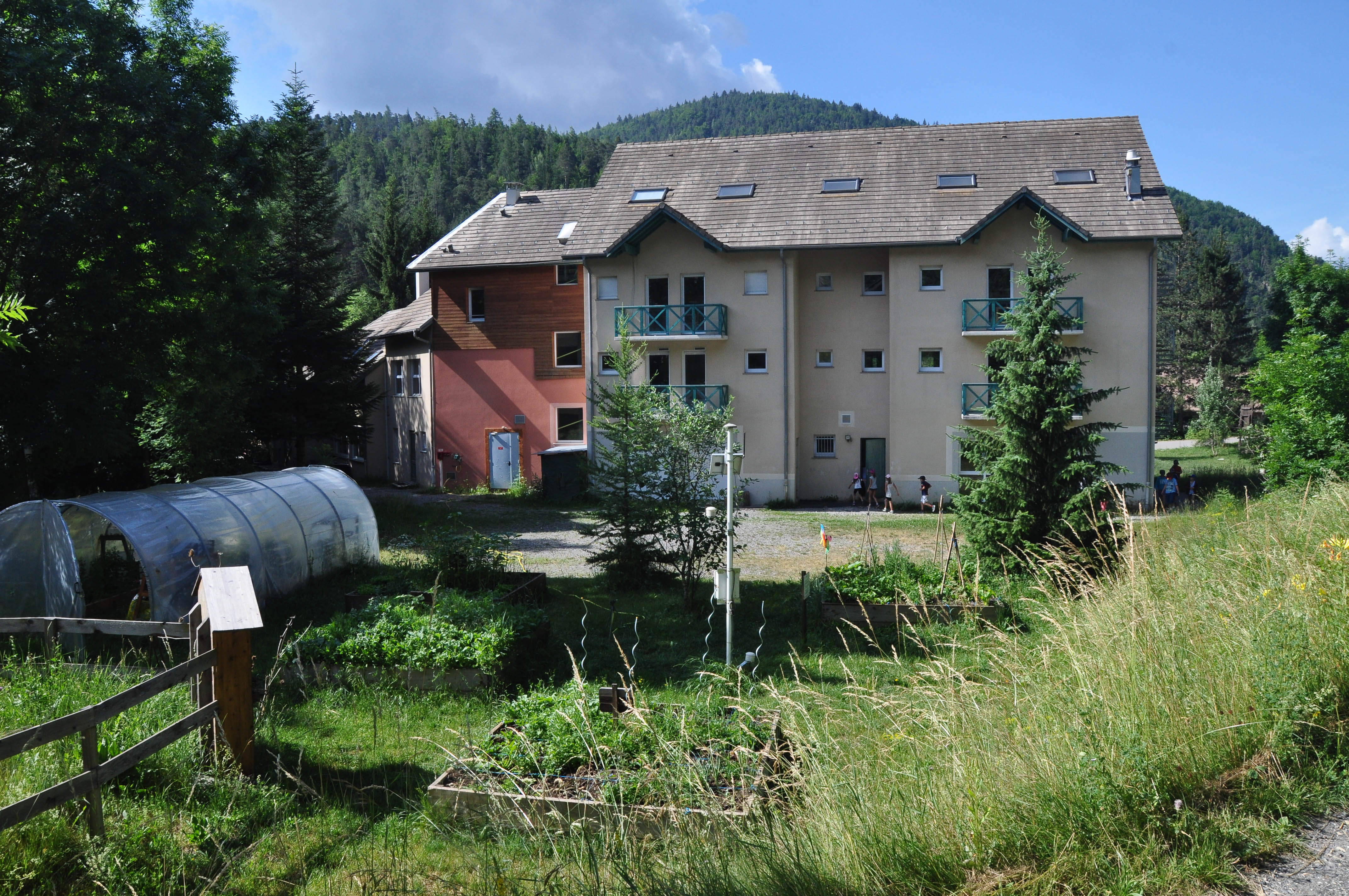
La Fontaine de l'Ours.

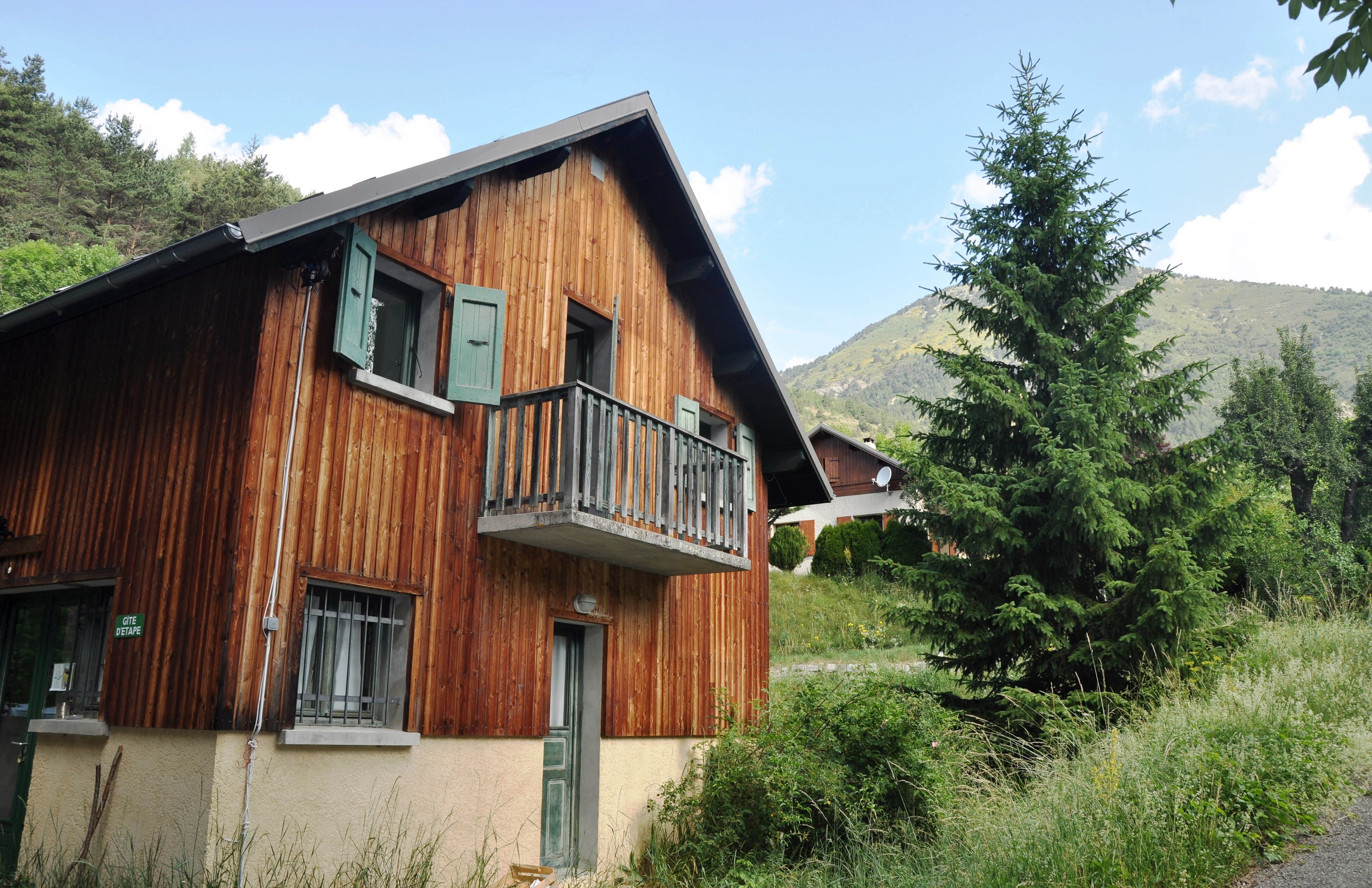
Gîte rural.

Fin 2010, le secteur tertiaire (commerces, service) comptait huit établissements (dont un comptant la totalité des treize emplois salariés), auxquels s'ajoutent les deux établissements du secteur administratif, sanitaire et social (salariant une personne).
Le principal employeur est une école de musique, le Centre musique et environnement la Fontaine de l’Ours, créée en 1997.
D'après l'Observatoire départemental du tourisme, la fonction touristique est très importante pour la commune, avec plus de cinq touristes accueillis par habitant
, l'essentiel de la capacité d'hébergement étant non-marchande. Plusieurs structures d'hébergement à finalité touristique existent dans la commune :
- plusieurs meublés[50];
- des chambres d’hôtes[51] ;
- plusieurs hébergements collectifs sont présents, dont un gîte[52].

Ce sont néanmoins les résidences secondaires qui pèsent le plus lourd dans la capacité d'accueil, avec 83 habitations concernées (près de deux logements sur trois sont des résidences secondaires),.

## Culture locale et patrimoine

### Lieux et monuments
L’église paroissiale, placée sous le vocable de saint André et le patronage de saint Barthélemy, construite au XVe siècle ou au XVIe siècle à proximité du Riou est engloutie par une crue qui dépose énormément de graviers en 1787, puis en 1807. Malgré quelques travaux de déblaiements partiels, elle est devenue très humide. Elle est démolie en mars 1872 et sa reconstruction s’achève en 1874. La nef actuelle fait 11 m de long sur 6 m de large et 8,5 m de haut ; le chevet fait 6,4 m de long. La flèche du clocher culmine à 22,8 m de hauteur. Elle contient un ciboire en argent du XVIIe siècle, qui a fait l’objet d’un classement au titre objet des monuments historiques.
La clue de Verdaches, où l’on a trouvé une cache d’armes antiques en 1958.

### Héraldique
| Blason d'Auzet | Blasonnement D'or, à une cloche d'azur, bataillée d'argent accompagné de trois chênes de sinople |

### Personnalités liées à la commun
- Joseph Aubert (1732-1812), propriétaire, maire d'Auzet.
- Jean-Joseph Audemard (1757-1821), né à Auzet. Prêtre à Auzet, il fut réfractaire durant la révolution, caché par les habitants puis partit en exil à Rome. A son retour, il intégra les Missions catholiques à Paris (1804). Envoyé au Viet-Nam. Il fut évêque d'Adran et coadjuteur de Cochinchine (1817-1820). Il est mort martyrisé.
- Jean-Joseph Aubert (1758-1837), propriétaire, maire d'Auzet.
- Jean-Joseph Isoard (1761-1840), maire d'Auzet.
- Jean-Joseph Isoard (1793-), maire d'Auzet.
- Joseph Aubert (1794-1861), notaire, maire d'Auzet, délégué cantonal.
- Jean-Joseph Aubert (né en 1814), né à Auzet, cordonnier à Estoublon, fut condamné à la surveillance pour sa participation à l'opposition au coup d'Etat de 1851 et avoir pris les armes pour se rendre aux Mées et à Digne (Conseil de guerre des Basses-Alpes, dossier SHD, 7 J 67 et dossier d'indemnisation, 1881, F/15/3986).
- Joseph Pierre Blaise Aubert (1814-1890), né à Digne mais dont la famille était originaire d'Auzet,, Père oblat du sanctuaire Notre-Dame de Lumière, fut curé de la cathédrale de Saint-Boniface en 1845 au Canada. Il rédigea sous forme manuscrite, le premier dictionnaire de la langue de la tribu indienne des "sauteux". Il fut vicaire général du diocèse de la Rivière rouge (Saint-Boniface) puis de celui d'Ottawa et conseiller de la délégation canadienne lors du concile de Vatican I. Rentré en France, il fut directeur du sanctuaire de Notre-Dame des Lumières (Vaucluse), il est mort à Paris.
- Romain Aubert (1822-1871), praticien en droit à Alger (Mustapha).
- Joseph Pierre Paul Aubert (1831-1895), maire d'Auzet, instituteur dans les Alpes-Maritimes puis le var.
- Louis Aubert (1837-1917), docteur en médecine de l'Université de Strasbourg, médecin militaire, Conseiller général républicain du canton de Seyne (1889-1891), membre du comité départemental d'hygiène (1888), juge de paix suppléant du canton de Seyne (1891), Chevalier de la Légion d'honneur.
- Romain Isoard (1838-), né à Auzet, propriétaire à Duzerville (Algérie)
- Frédéric Isoard (1846-1902), né à Auzet, il partit pour l'Algérie et fut propriétaire du Domaine de l'Allélick à Bône (aujourd'hui Annaba), puis employé des postes.
- Joseph Aubert (1864-1938), membre du corps expéditionnaire au Tonkin et à Madagascar.
- Henri Audemard (1881-1963), technicien forestier du massif de la Blanche était né dans la commune.
- Les Justes parmi les nations :
  - Armand Isoard (1908-1980),
  - Joseph Isoard (1902-?), son frère
  - Julie Isoard(1903-?)
  - Simone Isoard (1917-?)